# Cataglyphis semitonsus
Cataglyphis semitonsus är en myrart som beskrevs av Santschi 1929. Cataglyphis semitonsus ingår i släktet Cataglyphis och familjen myror. Inga underarter finns listade.